# Kuhlia petiti
Kuhlia petiti és una espècie de peix pertanyent a la família Kuhliidae.

## Descripció
- Pot arribar a fer 20,1 cm de llargària màxima.
- 10 espines i 11-12 radis tous a l'aleta dorsal i 3 espines i 11-12 radis tous a l'anal.
- És platejat i una mica negrós davant del musell i la barbeta.[5][6]

## Hàbitat
És un peix marí, bentopelàgic i de clima tropical.

## Distribució geogràfica
Es troba al Pacífic oriental central: les illes Fènix, Marqueses i Malden.

## Observacions
És inofensiu per als humans.